# Бовил (Горња Гарона)
Бовил (фр. Beauville) насеље је и општина у јужној Француској у региону Миди Пирене, у департману Горња Гарона која припада префектури Тулуз.
По подацима из 2011. године у општини је живело 142 становника, а густина насељености је износила 23,43 становника/km². Општина се простире на површини од 6,06 km². Налази се на средњој надморској висини од 200 метара (максималној 291 m, а минималној 195 m).

## Демографија
| 1962. | 1968. | 1975. | 1982. | 1990. | 1999. | 2011. |
| ----- | ----- | ----- | ----- | ----- | ----- | ----- |
| 90    | 113   | 95    | 100   | 82    | 106   | 142   |

График промене броја становника у току последњих година